# Leptopeza flavipes
Leptopeza flavipes is een vliegensoort uit de familie van de Hybotidae. De wetenschappelijke naam van de soort is voor het eerst geldig gepubliceerd in 1820 door Meigen.